# Convento da Portela (Franciscanos)
O Convento da Portela, ou Convento de São Francisco, mais conhecido por Franciscanos, localiza-se na Rua dos Mártires, na cidade de Leiria, em Portugal, sendo o conjunto religioso mais recente (1904) desta cidade.

## História / Caracterização
Os terrenos foram adquiridos por D. Júlia das Dores Silva Crespo, de Regueira de Pontes, com o objetivo de aí se instalar um convento da Ordem de São Francisco e o seminário de Leiria. A construção iniciou-se em 1902 com projeto do arquiteto italiano Nicola Bigaglia.
Com a expulsão dos Franciscanos aquando da implantação da República (1910), a obra foi interrompida. Em 1920 parte do edifício foi cedido para aí se instalar a Escola Secundária Domingos Sequeira e o Asilo Distrital. Com aproveitamento do projeto inicial, as obras foram reiniciadas em 1940 sob orientação do arquiteto Vasco Morais Palmeiro, terminando nesse mesmo ano.
Este conjunto arquitetónico revivalista / neorromânico, inclui uma Igreja imponente que, para além de local de culto, é utilizada para manifestações culturais, nomeadamente festivais de música da cidade de Leiria. No presente o Seminário encontra-se desativado.

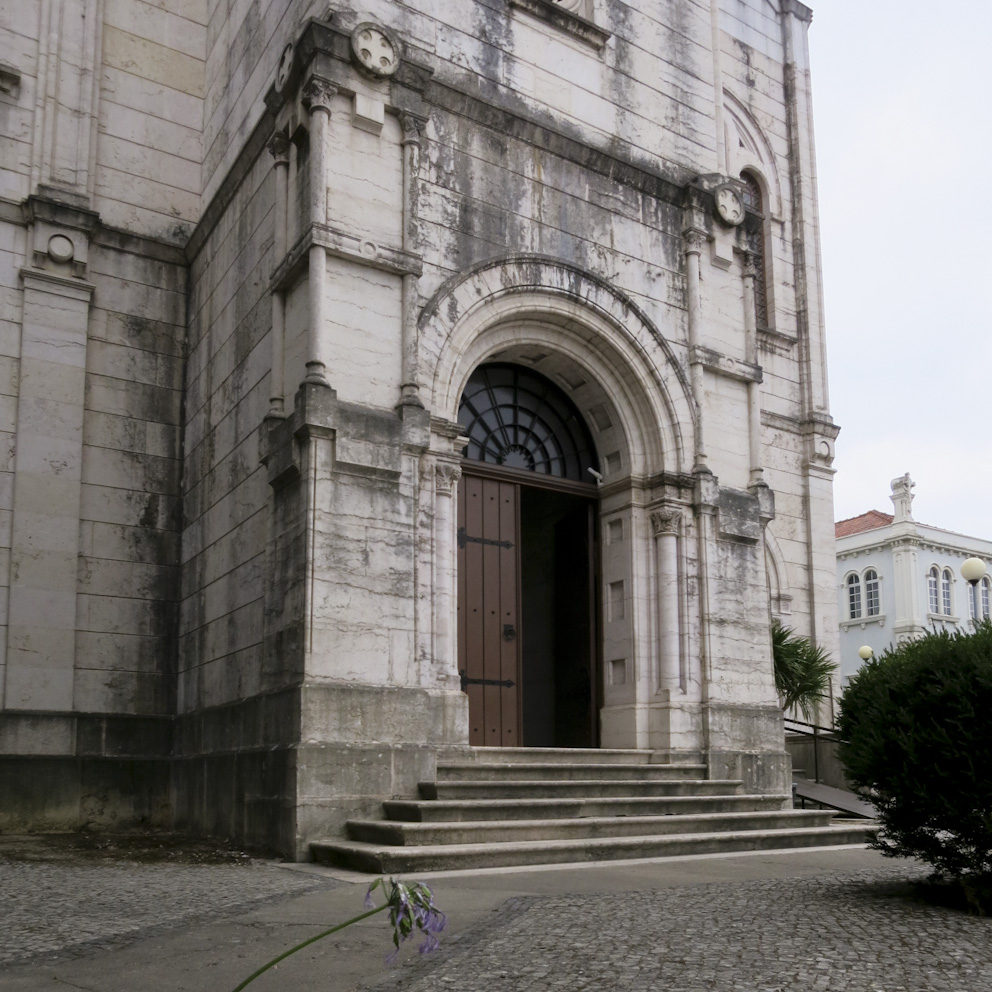
Igreja do convento (exterior)
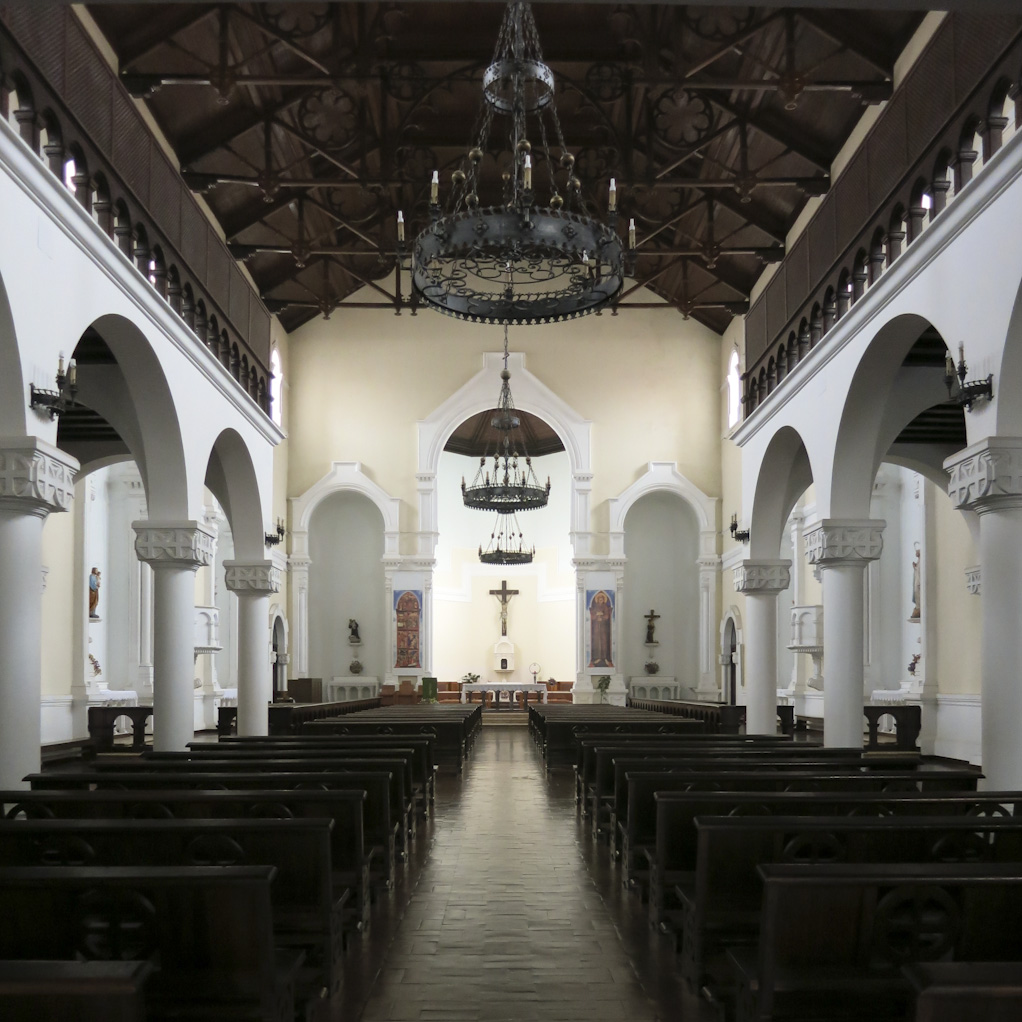
Igreja do convento (interior)
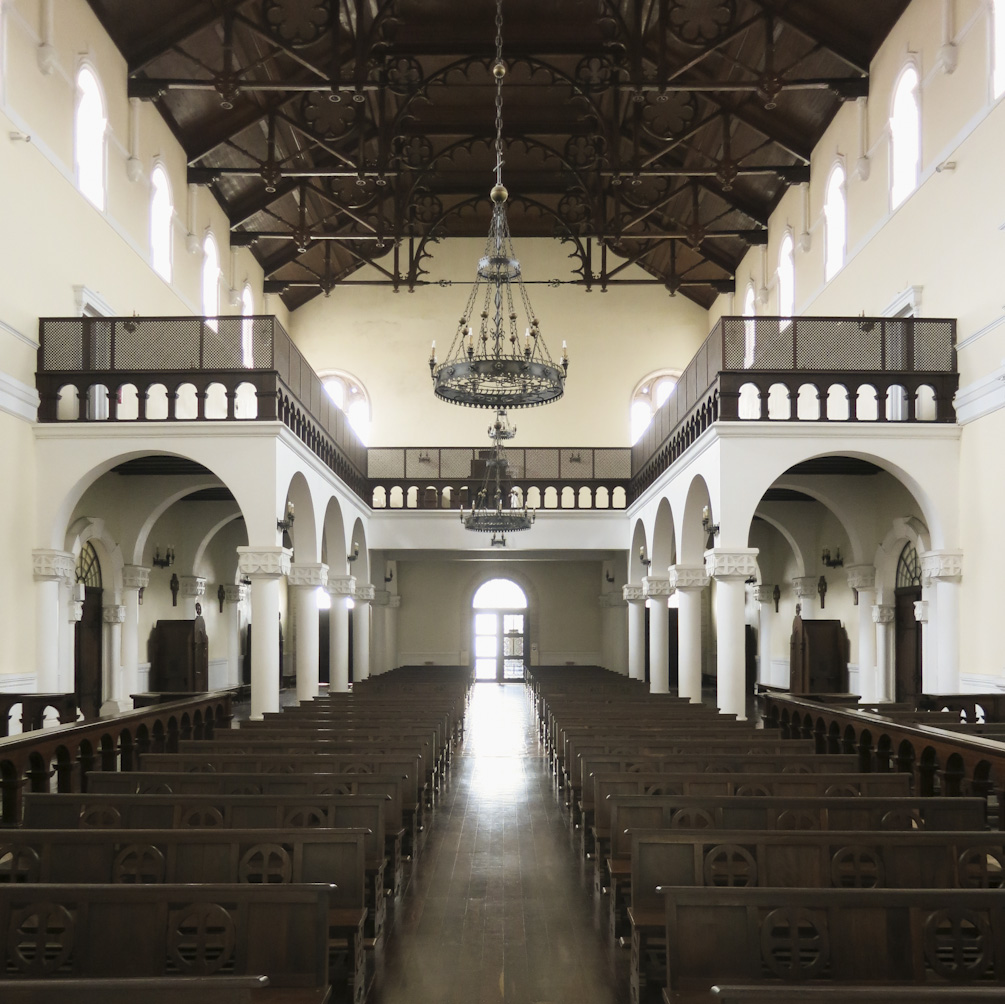
Igreja do convento (interior)